# Liste der Kellergassen in Bockfließ
Die Liste der Kellergassen in Bockfließ führt die Kellergassen in der niederösterreichischen Gemeinde Bockfließ an.
| Foto |                 | Kellergasse          | Standort               | Beschreibung |
| ---- | --------------- | -------------------- | ---------------------- | --- |
| ja   | Datei hochladen | Obere Kellergasse    | KG: Bockfließ Standort | Die Kellergasse ist eine beidseitige Einzelkellergasse in Grabenlage. Sie besteht aus 37 Gebäuden und hat eine Länge von 300 Metern. Die älteste Datierung geht auf das Jahr 1908 zurück.        |
| ja   | Datei hochladen | Untere Kellergasse   | KG: Bockfließ Standort | Die Kellergasse ist eine beidseitige Einzelkellergasse in Hohlweglage. Sie besteht aus 79 Gebäuden und hat eine Länge von 500 Metern. Die älteste Datierung geht auf das Jahr 1877 zurück.       |
| ja   | Datei hochladen | Wolkersdorfer Straße | KG: Bockfließ Standort | Die Kellergasse ist eine einseitige Einzelkellergasse an einer Geländekante. Sie besteht aus 18 Gebäuden und hat eine Länge von 200 Metern. Die älteste Datierung geht auf das Jahr 1911 zurück. |

| Foto:                    | Fotografie der Kellergasse (Gesamtheit). Klicken des Fotos erzeugt eine vergrößerte Ansicht. Daneben finden sich zwei Symbole: \| Weitere Bilder vorhanden \| Das Symbol bedeutet, dass weitere Fotos des Objekts verfügbar sind. Durch Klicken des Symbols werden sie angezeigt. \| \| Eigenes Foto hochladen \| Durch Klicken des Symbols können weitere Fotos des Objekts in das Medienarchiv Wikimedia Commons hochgeladen werden. \| |
| Name:                    | Bezeichnung der Kellergasse |
| Standort:                | Es ist die Katastralgemeinde (KG) angegeben. Durch Aufruf des Links Standort wird die Lage der Kellergasse in verschiedenen Kartenprojekten angezeigt. |
| Beschreibung             | Kurze Beschreibung der Kellergasse |
| Weitere Bilder vorhanden | Das Symbol bedeutet, dass weitere Fotos des Objekts verfügbar sind. Durch Klicken des Symbols werden sie angezeigt. |
| Eigenes Foto hochladen   | Durch Klicken des Symbols können weitere Fotos des Objekts in das Medienarchiv Wikimedia Commons hochgeladen werden. |